# Gonista yunnana
Gonista yunnana är en insektsart som beskrevs av Zheng, Z. 1980. Gonista yunnana ingår i släktet Gonista och familjen gräshoppor. Inga underarter finns listade i Catalogue of Life.